# Jeskyně měsíčního stínu
Jeskyně měsíčního stínu se nachází ve Vysokých Tatrách v masívu Javorinské Široké (2210 m n. m.) mezi Javorovou a Bielovodskou dolinou. Jeskyně byla objevaná teprve nedávno, dne 28. července 2004 slovenskými jeskyňáři Igorem Papem a Branislavem Šmídou.
V jeskyni se v současnosti provádí intenzivní speleologický průzkum, na konci roku 2012 se již jedná o druhou nejdelší a třetí nejhlubší jeskyní Slovenska (délka přes 30 436 m a hloubka 451 m)..